# Asplenium acostae
Asplenium acostae är en svartbräkenväxtart som beskrevs av M.T.Murillo. Asplenium acostae ingår i släktet Asplenium och familjen Aspleniaceae. Inga underarter finns listade.